# Oligodendrocyte

Réseau neural simple avec deux cellules gliales – astrocyte et oligodendrocyte.

Les oligodendrocytes protègent les axones des neurones en formant la gaine de myéline.

Un oligodendrocyte est une cellule de la névroglie interstitielle. Sa principale fonction est la formation de la gaine de myéline entourant les fibres nerveuses (axones) du système nerveux central (SNC), la formation de la myéline au niveau du système nerveux périphérique étant assurée par les cellules de Schwann. La gaine de myéline permet d'augmenter la vitesse de propagation et la fréquence des influx nerveux. Un seul oligodendrocyte est capable de myéliniser jusqu'à 50 axones.
Un oligodendrocyte est composé de 70 % de lipides au niveau du système nerveux central (SNC), tandis que la cellule de Schwann, correspondant au système nerveux périphérique (SNP), est constituée de 80 % de lipides.[réf. souhaitée]

## Observation
- En microscopie optique, la coloration hématoxyline éosine est le seul moyen de rendre visible le noyau de l'oligodendrocyte, entouré d'un discret halo clair cytoplasmique. Il existe beaucoup de prolongements bien visibles en coloration argentique. Plusieurs marqueurs existent pour marquer ce type cellule (ex. : Olig2) en dirigeant des anticorps fluorescents contre ces protéines.
- En microscopie électronique, on retrouve tous les organites habituels. Le noyau a une chromatine abondante amassée le long de la membrane nucléaire. On trouve beaucoup de microtubules cytoplasmiques et dans les prolongements.

## Situation
L'oligodendrocyte est une cellule du système nerveux central appartenant à la névroglie interstitielle (il s'agit d'une cellule de soutien), on la retrouve aussi bien dans la substance grise que dans la substance blanche.
Dans la substance grise, les oligodendrocytes ont une position proche des péricaryons (corps cellulaires) des neurones et ont un rôle métabolique. Dans la substance blanche, ils ont le rôle de myélinisation axonale (analogues aux cellules de Schwann de la périphérie).
La myélinisation des neurones consiste en un enroulement progressif de leurs prolongements autour de l'axone, puis un accolement des membranes et une fusion formant la gaine de myéline.
Un oligodendrocyte myélinise plusieurs axones sur une petite portion de leurs trajets. Il y a une proportionnalité entre le diamètre de l'axone et la longueur du segment internodal (entre deux nœuds de Ranvier).

## Précurseur
Comme toutes les cellules de la névroglie centrale (à l'exception des cellules de la microglie), les oligodendrocytes dérivent du neurectoderme (ectoderme primitif). Les précurseurs d'oligodendrocyte (ou OPC) sont les cellules différenciées pour devenir des oligodendrocytes durant le développement. Dans la moelle spinale, les OPC sont spécifiées à partir des progéniteurs ventraux du neuroépithelium, ces progéniteurs génèrent séquentiellement des précurseurs neuronaux, puis les OPC. Une fois ces précurseurs spécifiés, ils quittent la zone progénitrice pour atteindre la substance blanche où ils continuent leur différenciation.

## Pathologies
Les oligodendrocytes sont des cellules vitales au fonctionnement et à la survie des neurones. Sans la protection formée par la gaine de myéline les neurones dégénèrent rapidement. L'atteinte ou le dysfonctionnement de ces cellules engendre donc des pathologies graves du système nerveux central. Durant la sclérose en plaques par exemple, les oligodendrocytes ne parviennent plus à assurer efficacement leur fonction (ou sont détruits) dans certaines zones du cerveau et entrainent des dysfonctionnements multiples, conséquents à la mort localisée des neurones.